# 231 Nord 3.1111 à 3.1130 et 3.1171 à 3.1198

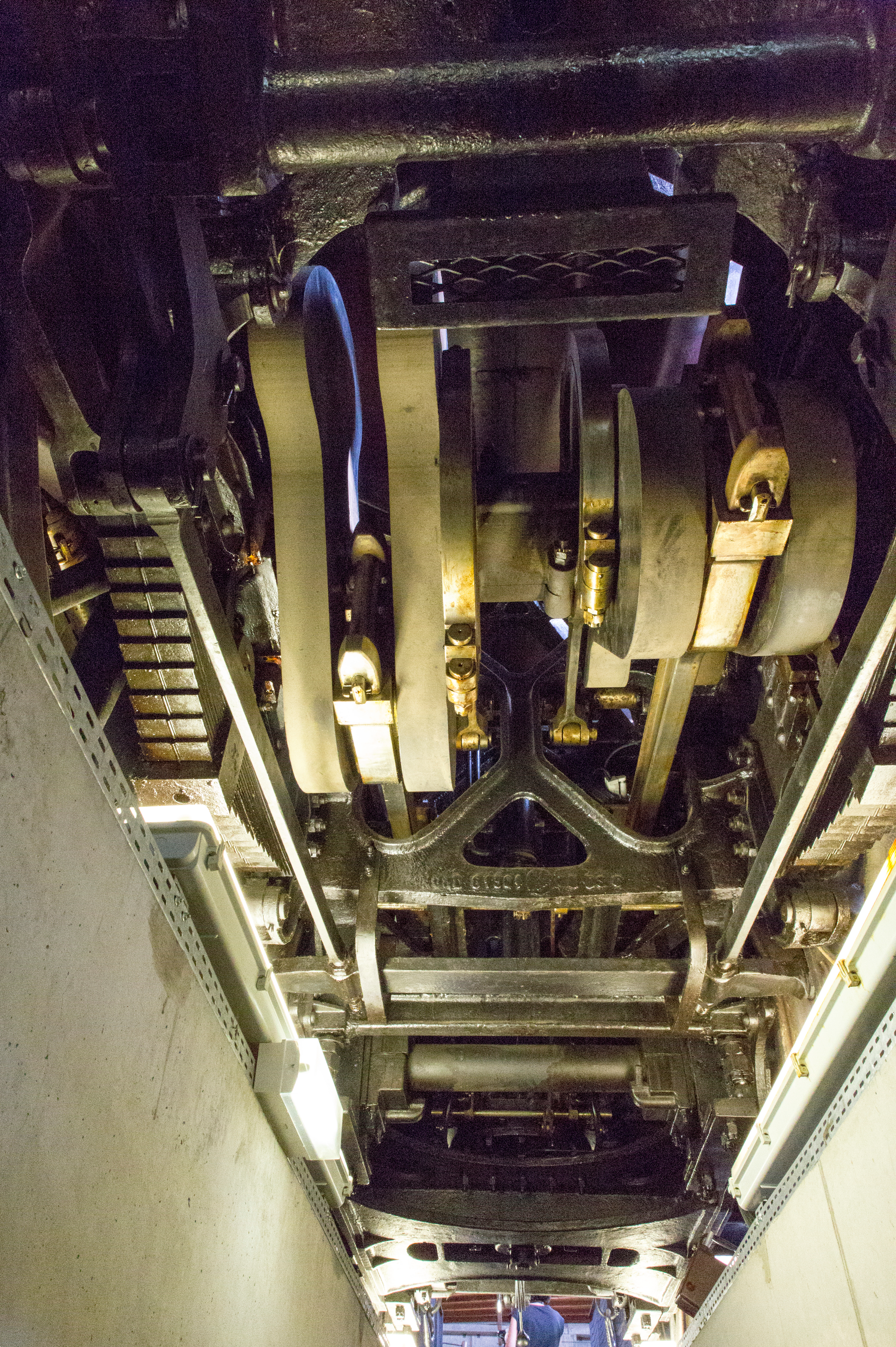
Vue de l’embiellage interne (pistons BP) sur le 1er essieu moteur.

Les 231 Nord 3.1111 à 3.1130 et 3.1171 à 3.1198, souvent surnommées Pacific Chapelon Nord, sont des locomotives à vapeur françaises de vitesse de type Pacific pour trains de voyageurs de la Compagnie des chemins de fer du Nord. En 1938, à la création de la SNCF, elles deviennent 2-231 E 1 à 48.

## Genèse
Ces locomotives sont la reproduction des Pacific série 3702 à 3721 et 3722 à 3731 de la compagnie du PO, elles-mêmes issues de la transformation en 1932 d'anciennes Pacific 3500 de 1909, selon les préceptes de André Chapelon.
André Chapelon était un célèbre ingénieur ferroviaire spécialiste de l'expansion multiple, qui se spécialisa progressivement dans l'augmentation de la puissance des locomotives à vapeur par le perfectionnement des circuits de vapeur, de la distribution et du calcul rigoureux des échanges thermiques. En 1929 il modifia profondément une machine pour le réseau du Paris-Orléans, la Pacific 3566. Ses modifications apportèrent des gains de puissance très impressionnants, confirmant ses capacités en la matière.
À une époque de concurrence puisque les grandes compagnies n'étaient pas encore nationalisées, la compagnie des chemins de fer du Nord convia chacun de ses confrères à présenter les meilleures de leurs locomotives afin de décider quant aux futurs choix techniques à adopter. André Chapelon présenta une Pacific du réseau Paris-Orléans (la no 3715) qui surclassa largement ses concurrentes.
À la suite d'une série d'essais particulièrement impressionnants effectués en 1932 et 1933 avec la 3715, la compagnie du Nord commanda en 1933 à la compagnie du PO une série de vingt machines Pacific transformées du type 3700. C'est l'atelier du PO de Tours qui se chargea de la transformation de ces machines en 1934. La série portera la numérotation 3.1171 à 3.1190 et sera surnommée "Pacific Chapelon".
Un deuxième lot de vingt-huit machines mais de construction neuve sur le modèle des 3722 à 3731 plus puissantes encore sera commandé puis livré en 1936 et 1937-1938 par les constructeurs suivants :
- ANF à Blanc-Misseron pour les 3.1191 à 3.1198 puis 2-231 E 21 à 28 à la SNCF[1] ;
- Forges de la Marine et d'Homecourt pour les 3.1111 à 3.1120[1] ;
- Fives-Lille pour les 3.1121 à 3.1130[1].

Les locomotives de ce second lot furent d'origine équipées d'une porte de boîte à fumée dite « Nord », à penture en forme de Y couché avec positionné en son centre le monogramme de la compagnie. 
En 1938, à la création de la SNCF, elles deviennent 2-231 E 1 à 48.

## Description
Ces Pacific disposaient d'un moteur à quatre cylindres compound système De Glen Du Bousquet, avec les cylindres à haute pression positionnés à l'extérieur. La distribution était de type Walschaerts indépendante par soupapes à cames oscillantes « Lentz-Dabeg » aux quatre cylindres, offrant de très grandes sections de passage de vapeur. Appareil de démarrage constitué de deux « lanternaux tournants » permettant pendant les phases de démarrage d'admettre de la vapeur à haute pression aux cylindres basse pression, et de diriger la vapeur ayant travaillé dans les cylindres à haute pression directement à l'échappement. Le foyer de type « Belpaire » à ciel plat comportait un siphon Nicholson et une boîte à feu semi-débordante à grille trapézoïdale. L'échappement était du type Kylchap double 1K/1C et la chaudière alimentée en eau par deux injecteurs en charge et un ensemble alimentaire réchauffeur d'eau type « ACFI ». Les roues motrices avaient d'un diamètre de 1,95 m, et le dernier essieu porteur n'était pas traité en bissel mais en essieu radiant sur le châssis de la machine. La porte de boîte à fumée était à charnières latérales et volant de fermeture central sur les machines livrées par la compagnie du PO, et de type « Nord » sur les locomotives de construction neuve, mais par la suite certaines Pacific de la première série seront également équipées d'une porte de boîte à fumée type « Nord ».

## Tender
Les tenders accouplés à ces Pacific étaient typiquement « Nord » avec une caisse aux rebords arrondis, reposant sur deux bogies à flasques en acier moulé. Soit des 37 A contenant 37 m3 d'eau pour 7 tonnes de charbon, soit des 38 A emportant 38 m3 d'eau et 9 tonnes de charbon. Ces tenders serviront de modèles pour la grande famille des futurs tenders unifiées de la SNCF type 34 P.
|  |

## Utilisation et Service

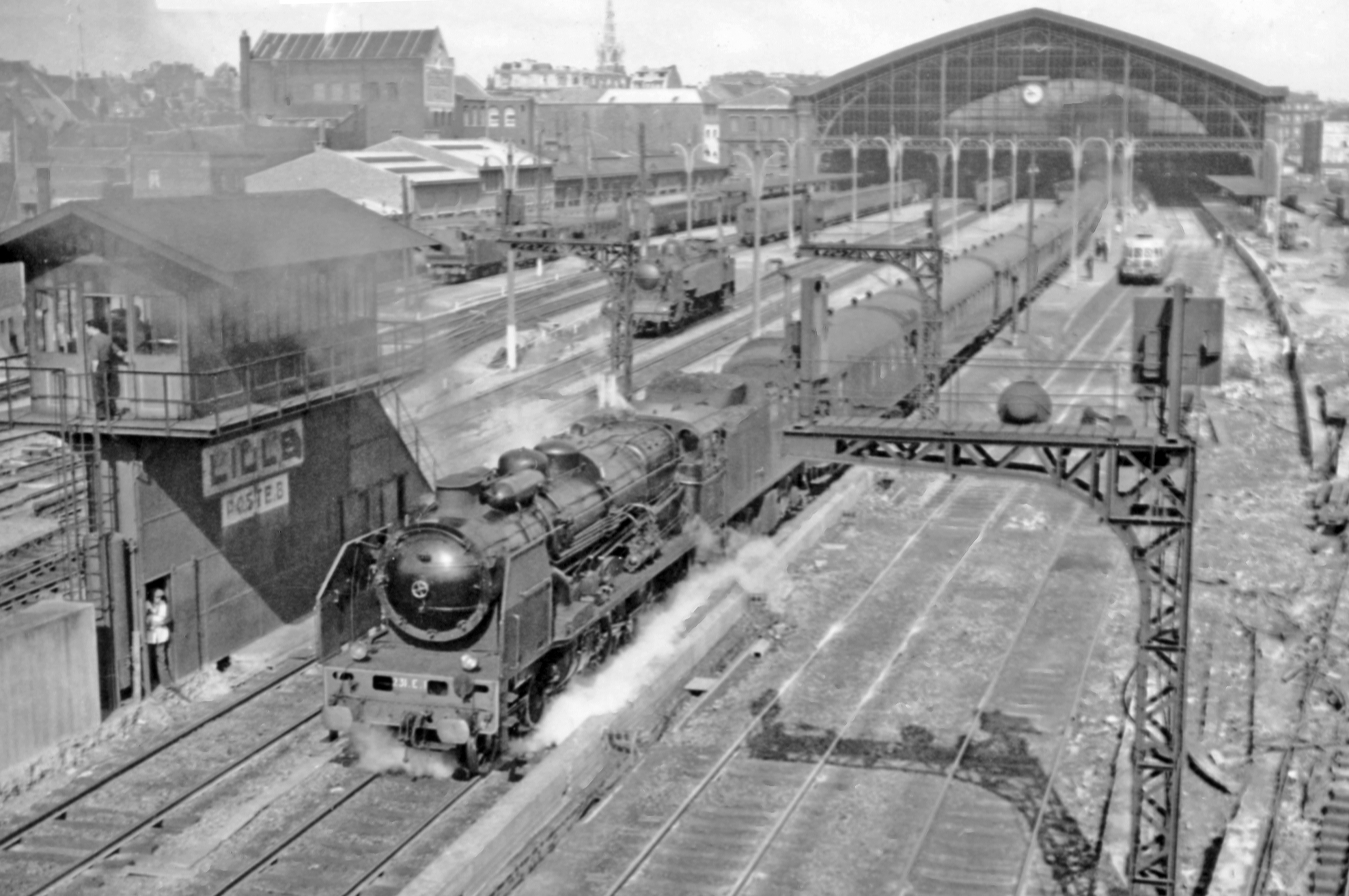
Un express tracté par la 231 E 1 quitte la gare de Lille le 11 juin 1957.

Ces locomotives assurèrent la traction des grands rapides au départ de Paris-Nord sur la ligne Paris-Lille et au-delà vers la Belgique jusqu'en gare de Bruxelles-Midi, mais aussi des trains prestigieux comme La Flèche d'or pour Calais-Maritime. Elles seront pensionnaires du dépôt parisien de La Chapelle jusqu'au terme de l'activité vapeur dans cet établissement en septembre 1961, conséquence de la mise sous tension de l'axe Paris-Lille dans sa totalité en janvier 1959. Les quatre dernières machines de la série, les 231 E 5, 21, 22 et 23 du dépôt de Calais, circuleront sur la ligne non électrifiée de Amiens à Calais jusqu'en 1967.
La dernière circulation d'une 231 E Nord aura lieu le dimanche 9 avril 1967 en matinée, assurée par la 231 E 22 du dépôt de Calais sur le train 10 009 pour un trajet aller de Paris-Nord à Calais-Maritime, puis retour avec le train 10 040 de Calais-Maritime à Paris-Nord pour une arrivée à Paris à 21 h 30. Le lendemain, la 231 E 22 fut rapatriée en chauffe au dépôt de Calais où elle sera définitivement éteinte.

### Utilisation spéciale
De 1965 à 1968, la 231 E 27 sera utilisée comme chaudière fixe au dépôt de Persan-Beaumont, avec une caisse à eau de locomotive-tender réformée rajoutée sur son côté droit.
La 231 E 18 qui avait été emmenée en Allemagne pendant la Seconde Guerre mondiale ne fut jamais restituée à la SNCF. La Pacific fut immatriculée DR 07 1001 (de) à la Deutsche Reichsbahn et modifiée pour la chauffe au charbon pulvérisé en 1952. Les modifications relatives à son nouveau mode de chauffe transformèrent profondément son aspect. Les changements portèrent sur le remplacement du tender d'origine par un modèle allemand de 34 m3 à soute à charbon pulvérisé, des écrans pare-fumée par des modèles suspendus de type « Witte », un nouvel échappement avec une cheminée de large section, une nouvelle cabine de conduite fermée, ainsi que des tampons réglementaires en usage aux chemins de fer allemands. La 07 1001 sera retirée du service en 1957 puis démolie en 1958.

## Caractéristiques
- Surface de grille : 4,33 m2
- Surface de chauffe : 197,33 m2
- Surface de surchauffe : 80 m2
- Nombre d'éléments : 28 de surchauffe
- Nombre de cylindres : 2HP et 2BP
- Diamètre cylindres HP : 420 mm
- Course pistons HP : 650 mm
- Diamètre cylindres BP : 640 mm
- Course pistons BP : 650 mm
- Timbre de la chaudière : 17 kg/cm2
- Diamètre des roues motrices : 1 950 mm
- Diamètre des roues du bissel : 1 150 mm
- Diamètre des roues du bogie : 960 mm
- Masse à vide: 93,3 tonnes
- Masse en ordre de marche : 102 tonnes
- Masse adhérente: 57 tonnes
- Longueur hors tout de la locomotive seule : 13,715 m
- Puissance maximum indiquée : 2 723 kW à 90 km/h
- Puissance maximum à la jante : 2 502 kW à 120 km/h, 2 061 kW à 144 km/h
- Puissance maximum au crochet du tender : 2 061 kW à 90 km/h, 1 950 kW à 110 km/h, 1877 à 120 km/h.
- Effort de traction maximum théorique mode admission directe : 152 kN
- Effort de traction maximum théorique mode compound : 127 kN
- Effort de traction maximum au crochet limité par l'adhérence : 135,4 kN
- Vitesse maxi en service :140 km/h au PO, 130 km/h à la SNCF (178 km/h ont été atteints en pousse d'une locomotive électrique pour des essais de pantographes)[5]
- rendement en marche à 90km/h: 18%

Tender :
- Tare du tender : 32,3 tonnes
- Capacité en eau : 38,5 m3
- Capacité en charbon : 9,2 tonnes
- Masse du tender en ordre de marche : 80 tonnes
- Masse totale locomotive + tender : 182 tonnes
- Longueur du tender : 9,73 m
- Longueur totale locomotive + tender: 23,44 m

## Philatélie
- Sous le nom de Pacific Chapelon la poste a émis un timbre issu du bloc feuillet Les légendes du rail sorti en 2001. d'une valeur faciale de 1 F 50 c (0.23€) N° YT 3410.
- En 2014 la poste émet un nouveau timbre Paris Gare du Nord Pacific Chapelon nord 3.1192 ; émis en carnets de 12 timbres autocollants à valeur permanente, il porte le n° YT 1001.

## Machines préservées
Deux de ces locomotives ont été préservées :
- 231 E 22 en version 3.1192 Nord à la Cité du train de Mulhouse ;
- 231 E 41 par l'association AAATV à Saint-Pierre-des-Corps[6].

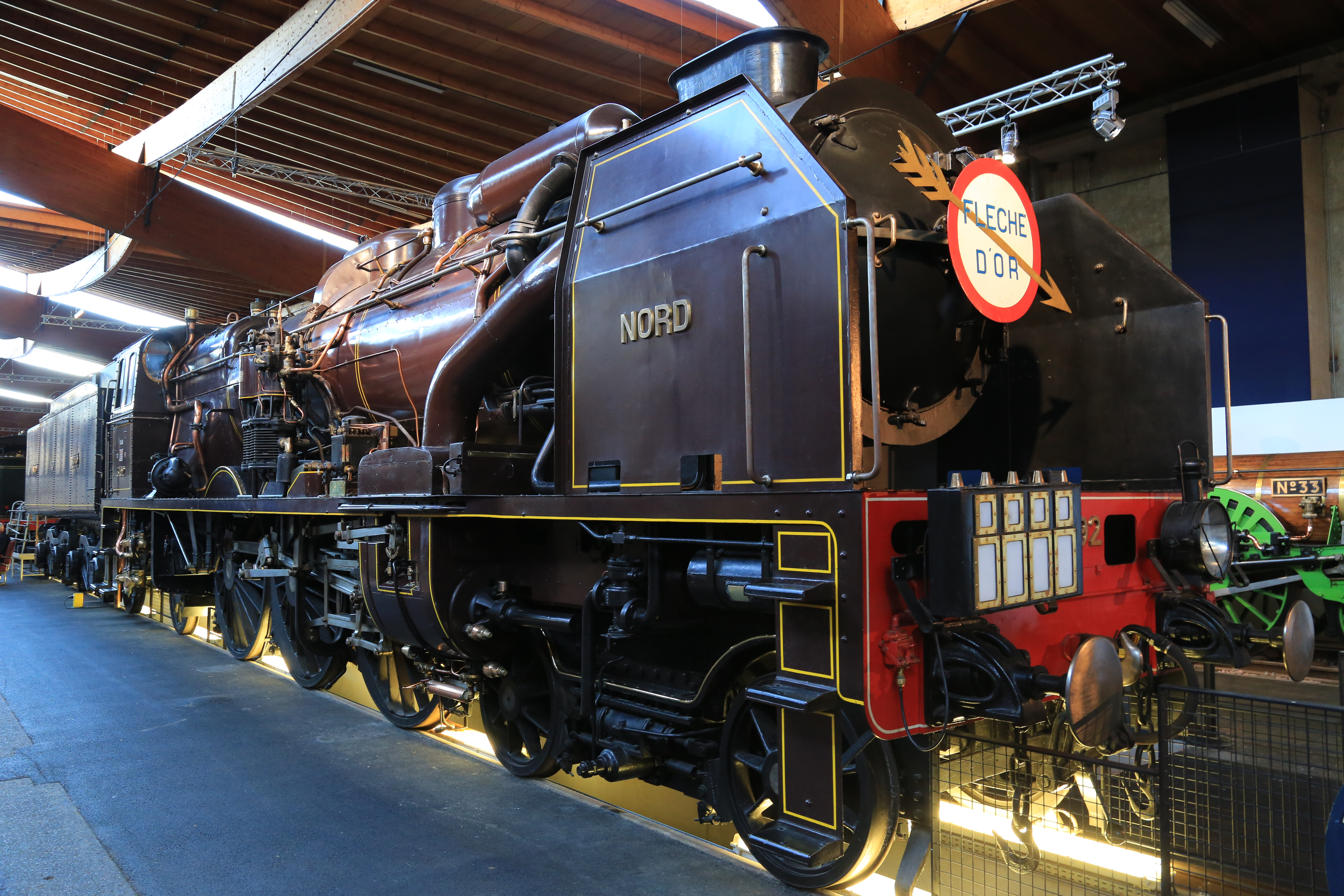
La 231 E 22 restaurée en version 3.1192 Nord à la Cité du train de Mulhouse.
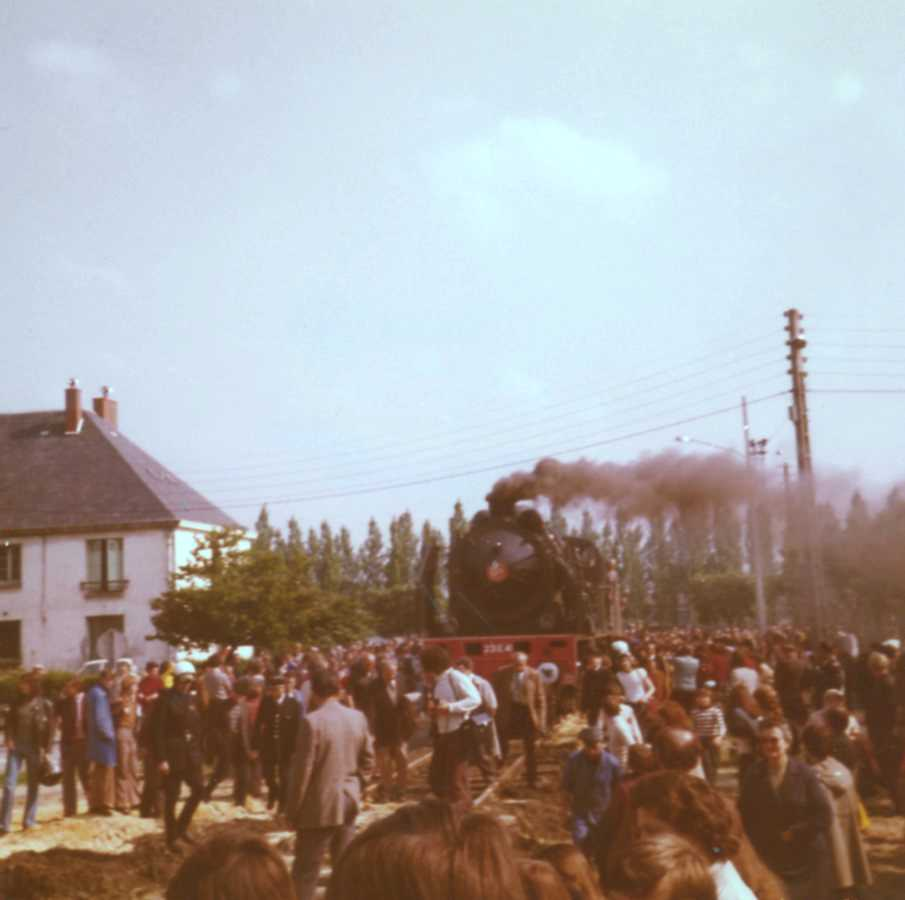
Arrivée de la locomotive 231 E 41 sur son emplacement d'exposition à Saint-Pierre-des-Corps le 30 mai 1974.
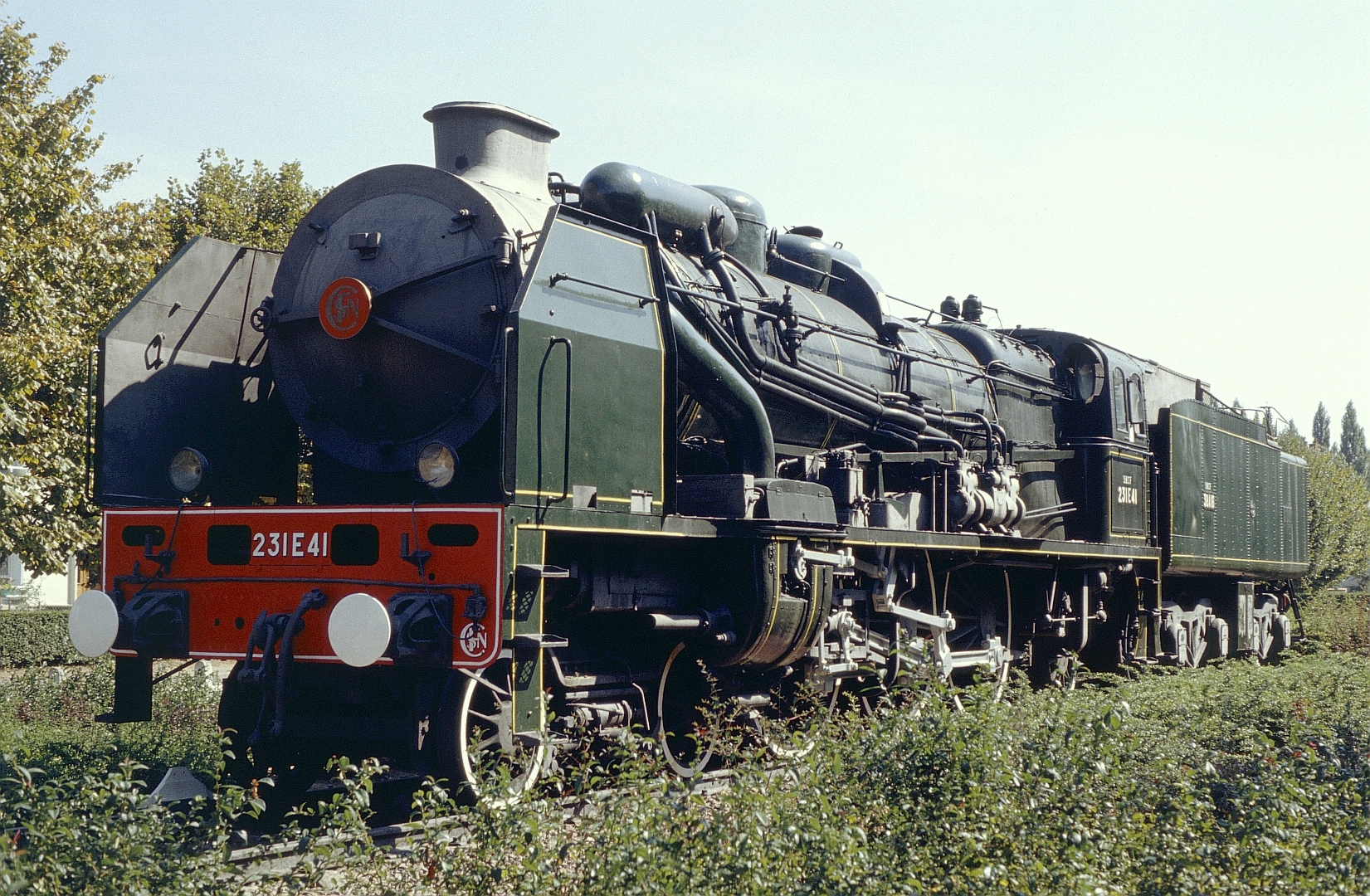
La 231 E 41 avant le début de sa restauration par l'association AAATV Saint-Pierre-des-Corps.